# 1511 w literaturze
Wydarzenia literackie w 1511 roku.

## Nowe książki
- Erazm z Rotterdamu – Pochwała głupoty
- Cancionero general – antologia poezji hiszpańskiej zredagowana przez Hernanda del Castillo

## Urodzili się
- 15 listopada – Jan Everaerts, niderlandzki poeta (zm. 1536)

## Zmarli
- Matthias Ringmann – niemiecki kartograf i poeta